# The Last Dance
The Last Dance je koncertní album britské melodicky rockové skupiny Magnum, vydané v roce 1996 u SPV GmbH.

## Seznam skladeb
Všechny skladby napsal Tony Clarkin, není-li však uvedeno jinak.

### Disk 1
1. "Introduction" — 1:40
2. "Changes" — 3:40
3. "Back to Earth" — 3:57
4. "Just Like an Arrow" — 4:00
5. "Love's a Stranger" — 5:46
6. "Les Mort Dansant" — 5:49
7. "Two Hearts" — 6:33
8. "Rock Heavy" — 4:52
9. "How Far Jerusalem" — 10:59
10. "The Tall Ships" — 8:16

### Disk 2
1. "Wild Swan" — 6:18
2. "Start Talking Love" — 4:30
3. "Rockin' Chair" (Tony Clarkin, Russ Ballard) — 4:38
4. "Vigilante" — 5:35
5. "Kingdom of Madness" — 7:21
6. "Drum Solo (End To End)" — 5:24
7. "Tell Tale Eyes" — 5:14
8. "The Last Dance" — 5:02
9. "Sacred Hour" — 5:46

## Sestava
- Tony Clarkin – kytara
- Bob Catley – zpěv
- Wally Lowe – baskytara
- Mark Stanway – klávesy
- Mickey Barker – bicí